# Église Saint-Siméon de Suceava
L'église Saint-Siméon de Suceava (biserica Sfântul Simion din Suceava en roumain) est une église arménienne située dans la ville de Suceava, en Roumanie. 
L'ensemble des bâtiments a été construit entre le début du XVIe siècle (église) et le début du XVIIe siècle (clocher autonome, dit turnul roșu en roumain, « la tour rouge »). 
C'est une des nombreuses églises arméniennes de la ville de Suceava avec par exemple celle du monastère de Zamca, celle Sainte-Croix-des-Arméniens, etc…

## Présentation

### Histoire
L'église a été construite à peu près en même temps que l'église arménienne Sainte-Croix de Suceava. Toutes les deux ont été réalisées autour des années 1520. 
Comme le montre l'arménologue Claude Mutafian, le clocher a probablement été construit autour de 1600 sur la volonté d'un riche arménien du nom de Dônig, dont le nom a été retrouvé sur la pierre tumulaire de son fils, encore présente dans l'église. 

### Architecture
L'ensemble des bâtiments religieux comprend deux grands bâtiments auquel s'ajoute un vaste cimetière. L'édifice principal est l'église dédiée à saint Siméon. Son architecture est typique des régions de l'est des Carpates entre le XVe et le XVIe siècle. Le clocher, qui est autonome, est plus tardif d'un siècle et a été construit au tout début du XVIIe siècle dans l'architecture baroque locale, très appréciée par la communauté arménienne des principautés roumaines.
Le cimetière a, quant à lui, des tombes très variées esthétiquement mais aussi chronologiquement avec des pierres tombales allant du XVIe au XIXe siècle.

## Galerie

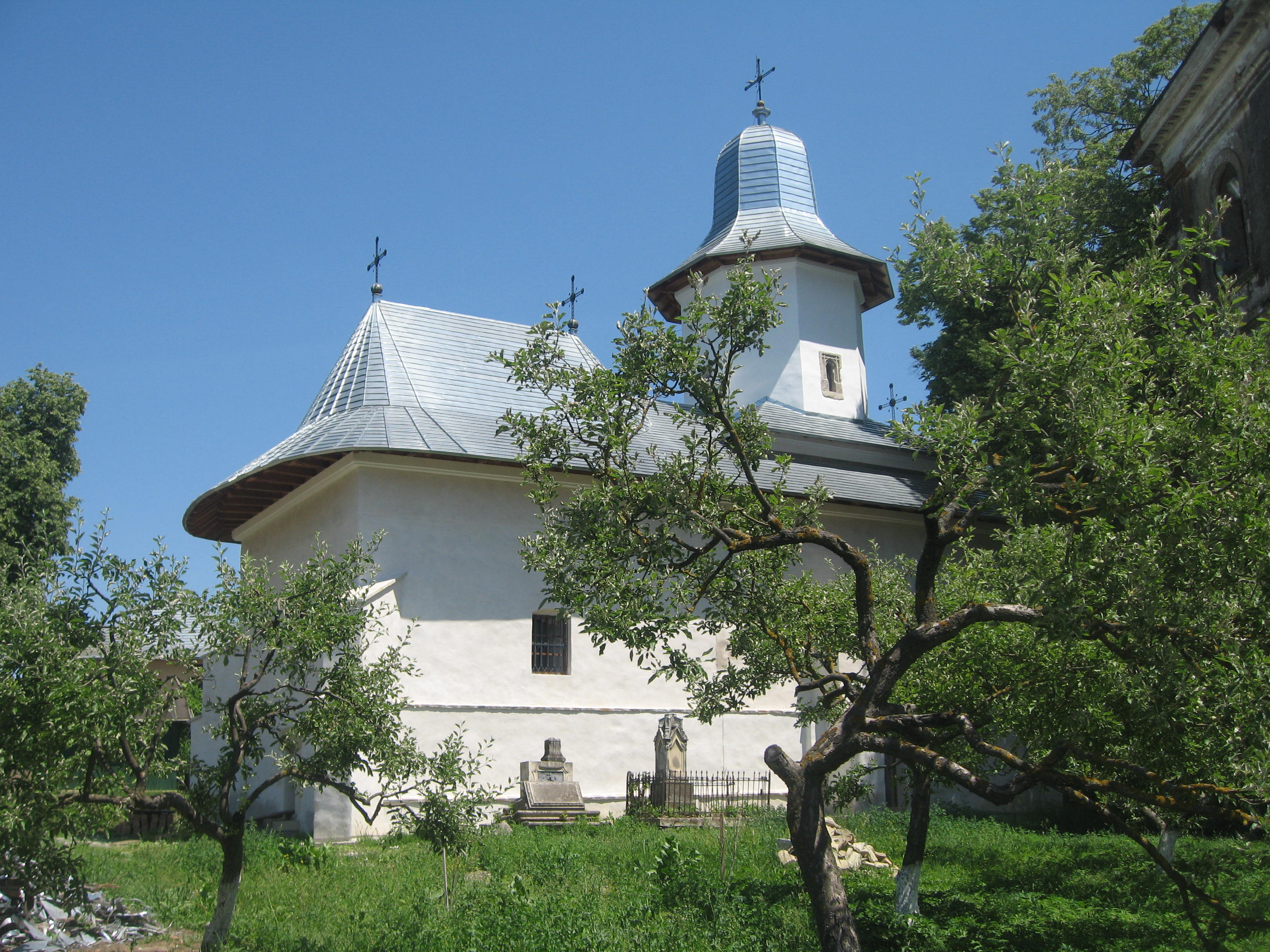
L'église Saint-Siméon.
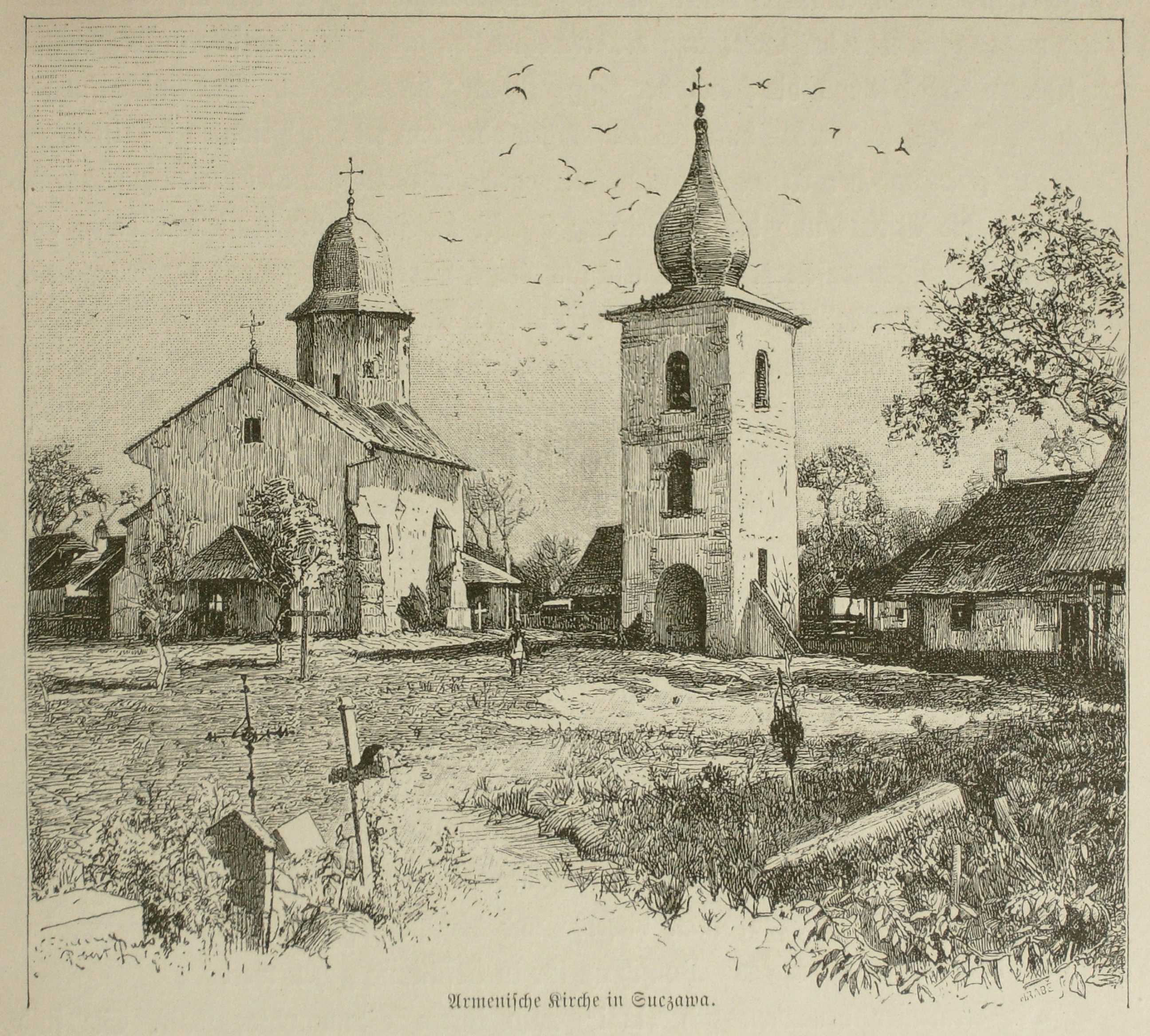
L'ensemble au XIXe siècle.
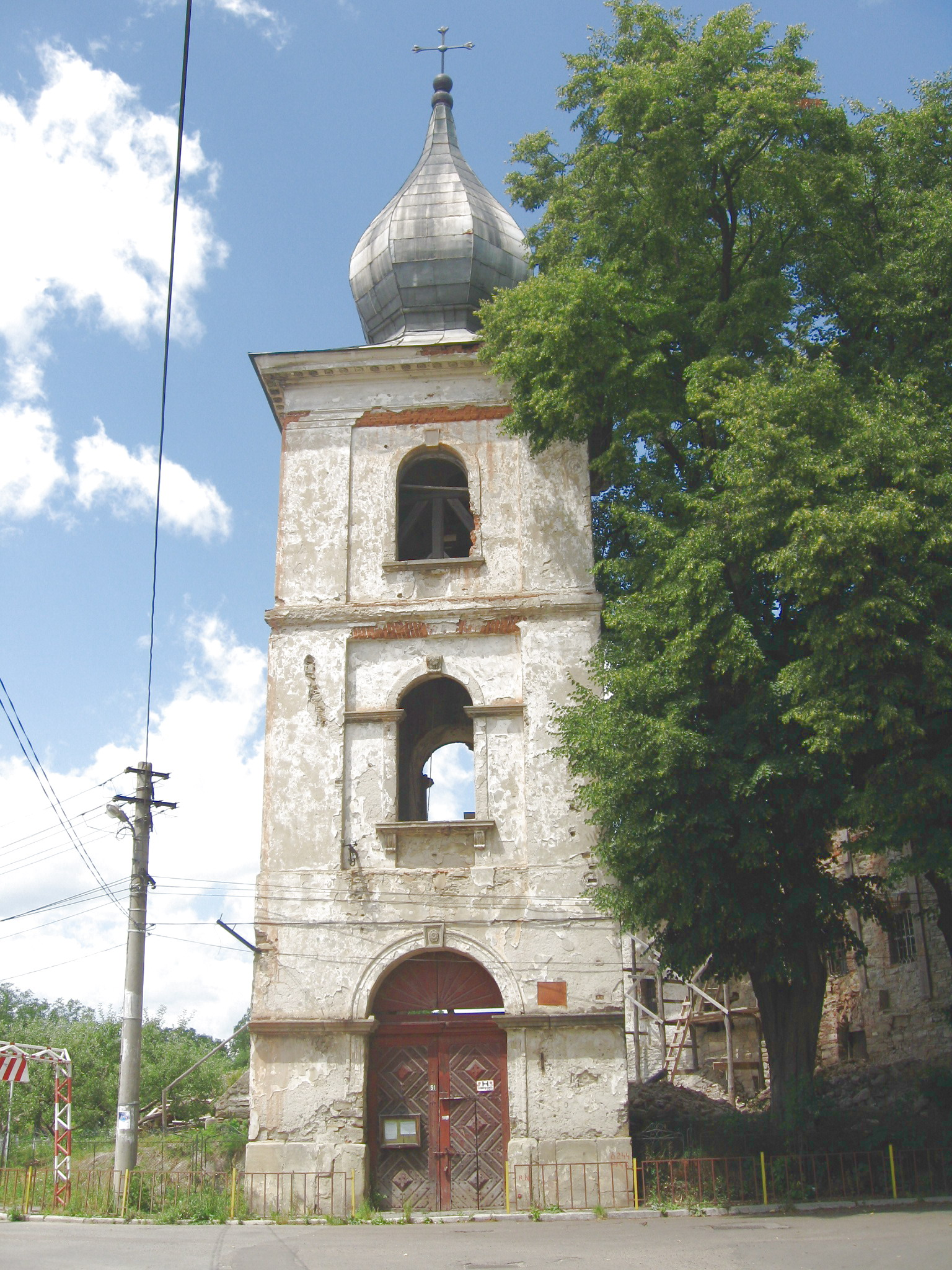
Clocher.
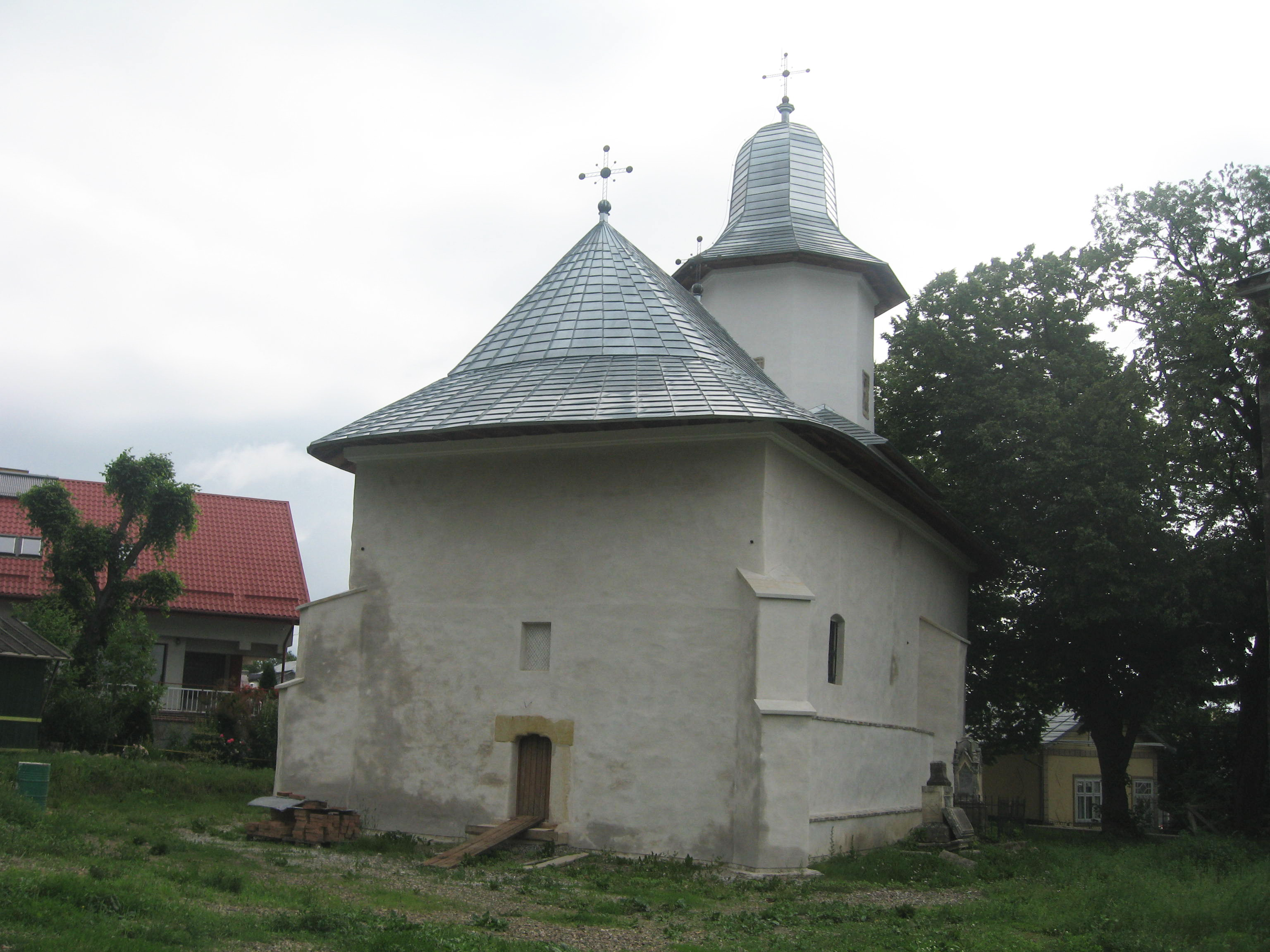
Façade occidentale de l'église.
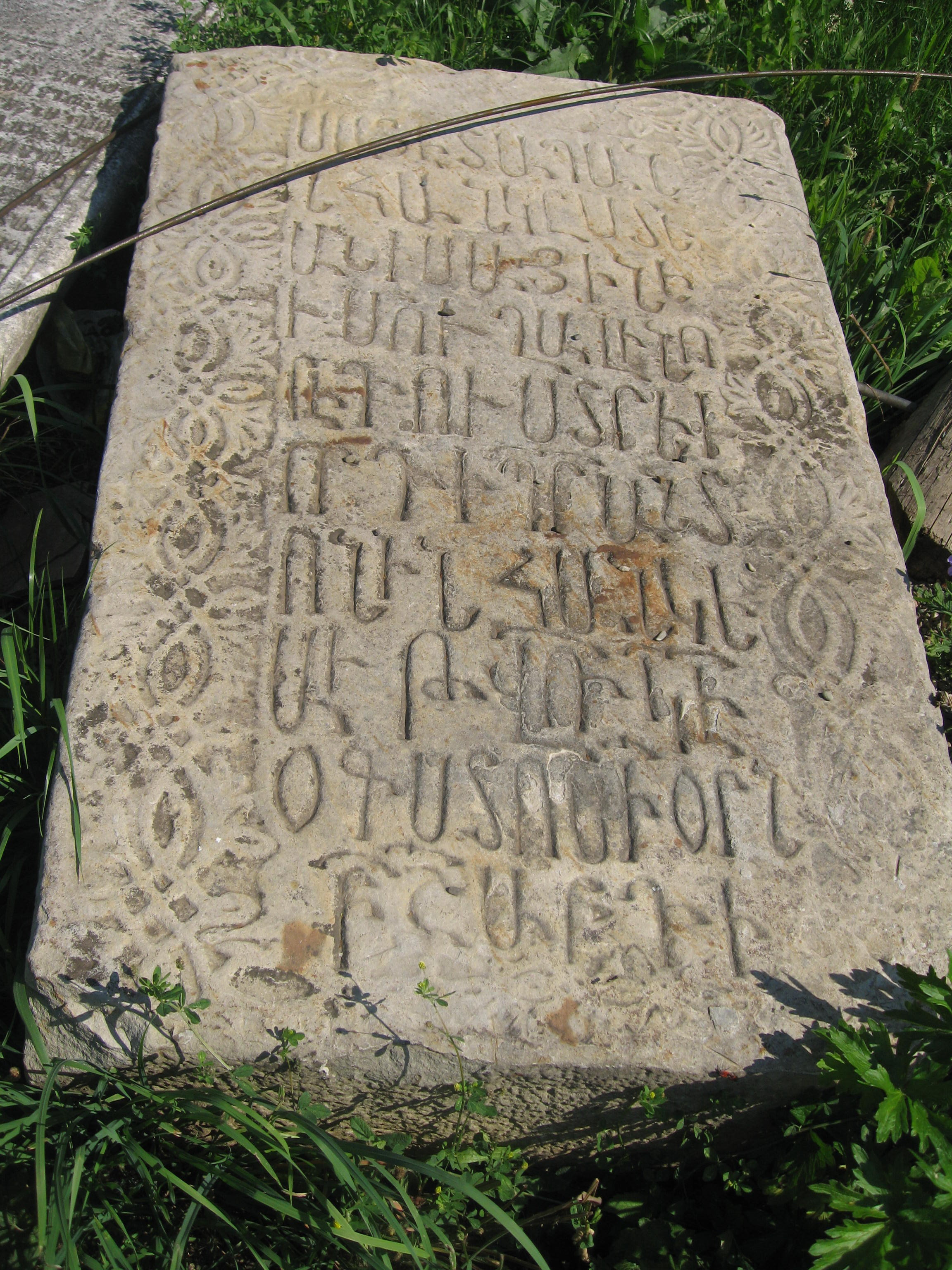
Pierre tombale en arménien.